# The Great Sex War
The Great Sex War (La gran guerra de los sexos en español) es una película de 1969 hablada en inglés y filmada en México.

## Trama
Se sabe muy poco sobre esta película, excepto que era una comedia titulada alternativamente "Make Love Not War". Según algunas fuentes, la película nunca se estrenó.

## Reparto
- James Franciscus
- Joan Marshall
- George Raft como Self
- Mario Moreno "Cantinflas" como el General Marcos
- Fred H. Sills como el doctor Mallory
- Fred Otash como el director de la CIA: Santis
- Gloria Swanson
- Byron Webster como el profesor Charles
- George Becwar como el general Caleb Sutton

## Producción
La falta de información sobre su historia, sin mencionar la ausencia en línea de imágenes o materiales promocionales y, por supuesto, el hecho de que la película en sí aparentemente nunca apareció en el mercado de videos domésticos, siempre han sido indicios sólidos, aunque ciertamente no absolutos, de que es posible que esta película nunca haya sido estrenada.